# Óblast de Penza
Penza (en ruso: Пе́нзенская о́бласть, Pénzenskaya óblast) es uno de los cuarenta y siete óblast que, junto con las veintiuna repúblicas, nueve krais, cuatro distritos autónomos y dos ciudades federales, conforman los ochenta y tres sujetos federales de Rusia. Su capital es la homónima Penza. Está ubicado en el distrito Volga limitando al norte con Riazán y Mordovia, al este con Uliánovsk, al sur con Sarátov y al oeste con Tambov.

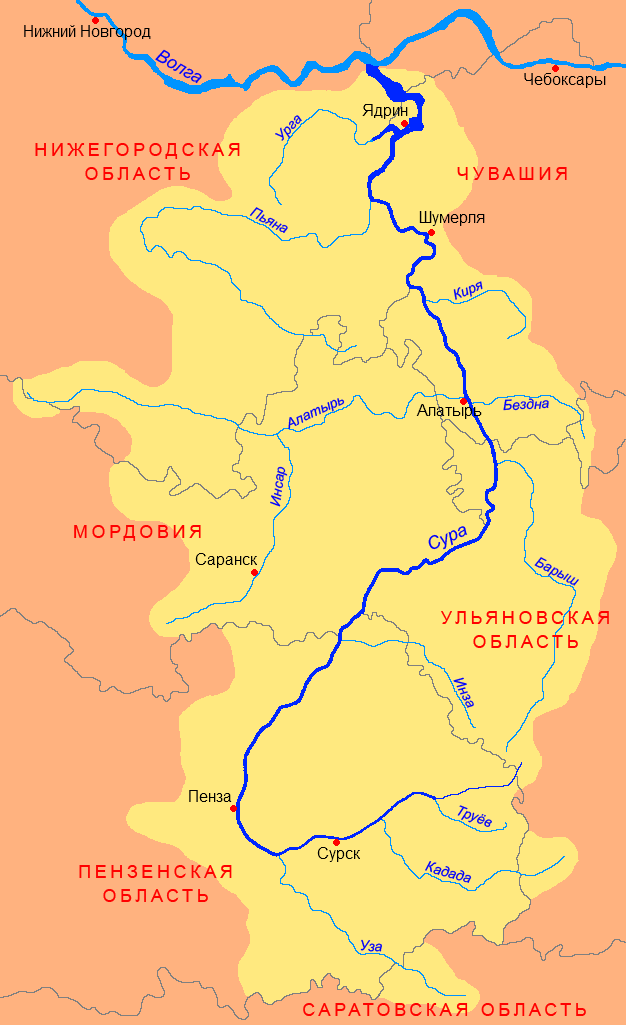
El río Surá (Сура) nace en el noreste del óblast de Penza y fluye en direcciones O y N pasando por Sursk (Сурск) y Penza (Пенза), como se puede ver en este mapa en ruso

Su población es de 1.368.657 habitantes, según el censo ruso de 2013. Con una superficie de 43 352 km², que en términos de extensión es similar a la de Suiza. 

## Zona horaria
El óblast de Penza está localizado en la zona horaria de Moscú (MSK/MSD). La diferencia con UTC es +0300 (MSK)/+0400 (MSD).